# Porsche 804
Porsche 804 — болид «Формулы-1», построенный компанией «Порше» для участия в чемпионате мира 1962 года. На этом автомобиле была выиграна первая гонка команды Porsche System Engineering в «Формуле-1».

## История
В 1961 году по принятым правилам «Формулы-1» объём двигателя был ограничен 1,5 литрами, что позволило компании «Порше» принять участие в этих гонках. В 1961 году успешно выступала модель Porsche 787, построенная на базе шасси «Формулы-2». Итогом этих выступлений стали вторые места Дэна Герни в Реймсе, а также в Гран-при Италии и США. В 1962 году компания «Порше», начала разрабатывать восьмицилиндровую модель с намерением участвовать в чемпионате мира.
Результатами работы стал Porsche 804, автомобиль с двигателем оппозитного типа на восемь цилиндров, первоначальные характеристики которого составляли 180 л. с. мощности при более чем 9000 оборотах в минуту. Затем двигатель доработали, мощность возросла до 204 л. с. при 9300 оборотах в минуту.
Конструкция этого автомобиля была аналогична конструкции сегодняшних болидов «Формулы-1»: дисковые тормоза, плоский двигатель, верхний вентилятор охлаждения.
После многообещающей гонки в Монако американец Дэн Герни на Porsche 804 выиграл Гран-при Франции в Руане, опередив на круг Купер южноафриканца Тони Мэггса. Неделю спустя во время внезачётной гонки на трассе Солитюд в Штутгарте Герни обогнал Лотус Джима Кларка чтобы победить снова перед 300 000 восторженными зрителями.
Официальное участие концерна «Порше» в чемпионате мира «Формулы-1» продолжалось только один сезон. К концу 1962 года «Порше» прекратила свои разработки автомобилей «Формулы-1». Такая технология, с минимальным переносом разработок на серийные автомобили, потребовала тяжелых финансовых издержек. Этап участия в «Формуле-1» для компании был пройден, а Porsche 804 сдан в музей на самом пике его карьеры. Тем не менее, гонки всегда были основой для новых разработок и усовершенствований спортивных автомобили производства «Порше». Компания сконцентрировалась на автомобилях GT и гонках на большие дистанции, а Porsche 804 можно увидеть в действии на торжествах фестиваля скорости в Гудвуде.

## Результаты в гонках
| Год  | Команда                    | Двигатель       | Шины | Пилоты  | 1    | 2    | 3   | 4   | 5    | 6   | 7   | 8   | 9   | Место | Очки |
| ---- | -------------------------- | --------------- | ---- | ------- | ---- | ---- | --- | --- | ---- | --- | --- | --- | --- | ----- | ---- |
| 1962 | Porsche System Engineering | Porsche B8, 1,5 | D    |         | НИД  | МОН  | БЕЛ | ФРА | ВЕЛ  | ГЕР | ИТА | США | ЮАР | 5     | 18   |
| 1962 | Porsche System Engineering | Porsche B8, 1,5 | D    | Бонниер | 7    |      |     | 10  | Сход | 7   | 6   | 13  |     | 5     | 18   |
| 1962 | Porsche System Engineering | Porsche B8, 1,5 | D    | Герни   | Сход | Сход |     | 1   | 9    | 3   | 13  | 5   |     | 5     | 18   |
| 1962 | Porsche System Engineering | Porsche B8, 1,5 | D    | Хилл    |      |      |     |     |      |     |     | НС  |     | 5     | 18   |

| Легенда к таблице |                                                                    |
| --- | ------------------------------------------------------------------ |
| В таблице перечислены результаты всех Гран-при Формулы-1, в которых использовался автомобиль. Строками таблицы являются сезоны, столбцами — этапы чемпионата мира. В каждой клетке указаны сокращённое название этапа и результат, дополнительно обозначенный цветом. Расшифровка обозначений и цветов представлена в нижеследующей таблице. |                                                                    |
| \| Пример \| Описание \| \| ------------ \| ------------------------------------------------------------------ \| \| 1 \| Победитель \| \| 2 \| Второе место \| \| 3 \| Третье место \| \| 5 \| Финишировал, заработав очки \| \| Сход \| Не финишировал, но при этом заработал очки \| \| 12 \| Финишировал, не получив очков \| \| НКЛ \| Финишировал, но не попал в финальную классификацию \| \| 15 \| Участвовал вне зачёта, либо по отдельной классификации \| \| 18 \| Не финишировал, но попал в финальную классификацию \| \| Сход \| Не финишировал \| \| НКВ \| Не прошёл квалификацию \| \| НПКВ \| Не прошёл предквалификацию \| \| ДСК \| Дисквалифицирован \| \| ИСК \| Исключён из протокола соревнований \| \| ТТ \| Заявлен для участия только в тренировках \| \| НС \| Участвовал в квалификации, но не стартовал в гонке \| \| Т \| Травмирован или болен \| \| ОТК \| Отказ от участия \| \| НТР \| Прибыл на соревнования, но на трассу не выезжал \| \| НПР \| Был заявлен в числе участников, но не прибыл к началу соревнований \| \| О \| Соревнования отменены \| \| \| Не участвовал \| \| Поул-позиция \| \| \| Быстрый круг \| \| |                                                                    |
| Пример | Описание                                                           |
| 1 | Победитель                                                         |
| 2 | Второе место                                                       |
| 3 | Третье место                                                       |
| 5 | Финишировал, заработав очки                                        |
| Сход | Не финишировал, но при этом заработал очки                         |
| 12 | Финишировал, не получив очков                                      |
| НКЛ | Финишировал, но не попал в финальную классификацию                 |
| 15 | Участвовал вне зачёта, либо по отдельной классификации             |
| 18 | Не финишировал, но попал в финальную классификацию                 |
| Сход | Не финишировал                                                     |
| НКВ | Не прошёл квалификацию                                             |
| НПКВ | Не прошёл предквалификацию                                         |
| ДСК | Дисквалифицирован                                                  |
| ИСК | Исключён из протокола соревнований                                 |
| ТТ | Заявлен для участия только в тренировках                           |
| НС | Участвовал в квалификации, но не стартовал в гонке                 |
| Т | Травмирован или болен                                              |
| ОТК | Отказ от участия                                                   |
| НТР | Прибыл на соревнования, но на трассу не выезжал                    |
| НПР | Был заявлен в числе участников, но не прибыл к началу соревнований |
| О | Соревнования отменены                                              |
| | Не участвовал                                                      |
| Поул-позиция |                                                                    |
| Быстрый круг |                                                                    |